# Munib al-Masri

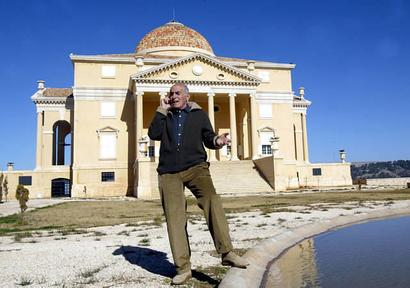
Masri vor seiner Villa Beit Falasteen (Haus Palästinas) auf dem Berg Garizim über Nablus im Westjordanland, 2007

Munib R. al-Masri, arabisch منيب المصري, DMG Munīb al-Maṣrī (* 1934 in Nablus), ist ein palästinensischer Industrieller und Milliardär. Er war Minister im jordanischen Kabinett, ist Mitglied des Palästinensischen Legislativrates und hat mehrfach sowohl die Präsidentschaft als auch das Amt des Premierministers von Palästina abgelehnt. Er investierte Millionen in eine Stiftung und wohltätige Projekte, gründete Fakultäten in Nablus und Ramallah, war darüber hinaus in die Gründung der Al-Quds-Universität in Jerusalem involviert, spendete eine Klinik und verbesserte die Infrastruktur in palästinensischen Dörfern.

## Leben
Masri wurde in eine angesehene, wohlhabende Händlerfamilie geboren, die seit Jahrhunderten in Nablus lebt. Er wurde 14 Jahre vor der Staatsgründung Israels geboren, zu einer Zeit, als Palästina britisches Mandatsgebiet war. Sein Vater war Geschäftsmann und Gemeindevorsteher und versteckte palästinensische Kämpfer vor den Briten. Der Vater starb in Folge britischer Misshandlungen, als Munib Masri noch ein Baby war.
1944 schossen britische Soldaten ihm bei einem Protest ins Bein, damals fasste er den Entschluss, sein Leben der Befreiung Palästinas zu widmen. Masri studierte an der Universität Nablus und Erdölgeologie an der Universität von Texas. Dort lernte er Angela Kegler kennen, die den gleichen Geologiekurs wie er belegte. Ein Jahr später heirateten sie, und ihr erster Sohn wurde noch in Texas geboren. Die junge Familie zog in Masris Heimatstadt Nablus und einige Monate später nach Amman in Jordanien, wo Munib Öl- und Wasserquellen kartierte, wobei ihm anfangs seine Frau half. Angela lernte Arabisch, und sie bekamen weitere fünf Kinder. Masri wurde mit Öl- und Gasgeschäften in West-Asien sehr reich. 1963 traf er Jassir Arafat zum ersten Mal, wurde sein Freund und unterstützte ihn und Chalil al-Wazir im politischen Kampf. 1970 wurde er Minister für Öffentliche Arbeiten in Jordanien und gründete 1993 die Palestine Development and Investment Company (PADICO), mit Luxushotels, Industrieparks und Anteilen von Paltel, dem palästinensischen Mobilfunknetz.
In den 1990er-Jahren sah es kurz so aus, als könnte sich Masris Traum nach Frieden erfüllen. Arafat, Jitzchak Rabin und Bill Clinton unterzeichneten im Zuge des Oslo-Friedensprozesses am 13. September 1993 im Weißen Haus die Oslo-Abkommen. Masri kehrte nach Nablus zurück und investierte in die Zukunft seines Landes, für einen Staat Palästina. Andere Investoren folgten ihm. Arafat, Rabin und Schimon Peres erhielten 1994 den Friedensnobelpreis. Unter Arafat wurde Masri Finanzminister der Palästinensischen Autonomiebehörde. Doch nachdem ein rechtsextremes, nationalreligiöses Mitglied der zionistischen Siedlerbewegung 1995 Ministerpräsident Rabin ermordet hatte, scheiterte der Friedensprozess. Fast alle Investoren zogen nach großen Verlusten wieder ab. Masri aber er blieb.
1998 kaufte Masri ein 60 Hektar großes Grundstück auf dem Berg Garizim, dem biblischen Berg der Gnade, über seinem Geburtsort Nablus. Er wollte verhindern, dass zionistische Siedler den Hügel besetzten und dort eine Villa bauen. Während den Bauarbeiten brach die Zweite Intifada aus, israelische Soldaten besetzten sein Grundstück und errichteten eine Militärbasis darauf; als sie abzogen, sah das Grundstück aus wie eine Latrine. Er baute die Villa Beit Falasteen (Haus Palästinas) – eine Bezugnahme auf eines der berühmtesten Gebäude der Welt, die Renaissance-Villa La Rotonda des Architekten Andrea Palladio, die zehn Meter höher ist als die Rotonda. Während der Bauarbeiten fand er Töpferscherben im Grund, und eine elf Monate lange archäologische Ausgrabung begann. Ein byzantinisches Kloster aus dem 4. Jahrhundert wurde entdeckt. Die Klosterfundamente wurden mit all seinen Räumen, mit Mosaikböden, Kapellen, Ställen, umgeben von Säulen in den modernen Bau einbezogen und Teil des historischen Vermächtnisses. Das zentrale Bauwerk wird Kuppel der Toleranz bezeichnet und enthält Tribute an die drei Religionen Judentum, Islam und Christentum.
In den 2010er-Jahren war PADICO  der zweitgrößte Arbeitgeber nach der Regierung und kontrollierte den palästinensischen Telekommunikationssektor, mit großen Anteile an Industrie, Landwirtschaft, Tourismus und Banken.
Am Nakba-Tag 2011 schloss sich sein Enkel, der an der Amerikanische Universität Beirut studierte, einer Demonstration am Grenzzaun Israels an. Israelische Soldaten eröffneten das Feuer, und sein Enkel wurde getroffen. Dabei wurden sein Wirbelsäule, seine Milz und seine Niere verletzt.
Munib al-Masr ist mit Angela Masri verheiratet, das Paar hat vier Söhne, zwei Töchter und 18 Enkel. Seine Tochter Mai Masri ist Filmemacherin.

## Belege
1. ↑  Der Herzog von Nablus, Munib al-Masri ist der wohl reichste Mann Palästinas. Er hat alles, was man mit Geld kaufen kann. Doch am Ende des Lebens bleibt sein größter Wunsch unerfüllt: Frieden. In: Die Zeit. 10. Mai 2024, abgerufen am 15. Mai 2024.
2. ↑  Victoria Brittain: Love and Resistance in the Films of Mai Masri. Palgrave Studies in Arab Cinema. Cham: Palgrave Macmillan. Seite xi
3. ↑  PALESTINE FACTS - Personalities, abgerufen am 15. Mai 2024.
4. ↑  Uri Avnery: Der Herzog von Nablus, 24. Dezember 2011.
5. ↑  Visiting a Palace in the West Bank, BBC News, 14. Mai 2007.
6. 1 2  World’s richest Palestinian, long a strident peace advocate, slams Israel for ‘giving us crumbs’. In: The Times of Israel. 10. Juni 2012, abgerufen am 15. Mai 2024.

| Personendaten    | Personendaten                                                                 |
| ---------------- | ----------------------------------------------------------------------------- |
| NAME             | Munib al-Masri                                                                |
| ALTERNATIVNAMEN  | Munib R. al-Masri                                                             |
| KURZBESCHREIBUNG | palästinensischer Minister und Mitglied des Palästinensischen Legislativrates |
| GEBURTSDATUM     | 1934                                                                          |
| GEBURTSORT       | Nablus, Palästinensische Autonomiegebiete                                     |